# Canada aux Jeux paralympiques d'été de 1968
Le Canada a participé aux Jeux paralympiques d'été de 1968 à Tel Aviv. Il s'agit de la première participation du Canada aux Jeux paralympiques d'été. 25 athlètes représentent le pays .

## Nombre d’athlètes qualifiés par sport
| Sport            | Hommes       | Femmes       | Total |
| ---------------- | ------------ | ------------ | ----- |
| Athlétisme       | 15           | 7            | 22    |
| Basket-ball      | Non qualifié | Non qualifié | 0     |
| Boulingrin       | 3            | 0            | 3     |
| Dartchery        | 4            | 0            | 4     |
| Escrime          | Non qualifié | Non qualifié | 0     |
| Force athlétique | 2            | 0            | 2     |
| Natation         | 12           | 3            | 15    |
| Snooker          | Non qualifié | Non qualifié | 0     |
| Tennis de table  | 10           | 6            | 16    |
| Tir à l'arc      | 1            | 0            | 1     |
| Total            | 18           | 7            | 25    |

Note : Le nombre total peut différer. Certains athlètes ont participé dans plusieurs disciplines. Le total d'athlètes canadien est de 25.

## Médaillés

### Médailles d'or
| Sport        | Discipline                                | Athlète         | Performance | Date |
| ------------ | ----------------------------------------- | --------------- | ----------- | ---- |
| . Athlétisme | 60m course en fauteuil A hommes           | Gord Patterson  |             |      |
| . Athlétisme | 60m course en fauteuil B hommes           | Doug Wilson     |             |      |
| . Athlétisme | Lancer de massue B hommes                 | Eugene Reimer   |             |      |
| . Athlétisme | Lancer du disque B hommes                 | Eugene Reimer   |             |      |
| . Athlétisme | 60m course en fauteuil B femmes           | Hilda Mae Binns |             |      |
| Natation     | 25m nage libre classe 2 incomplète femmes | Hilda Mae Binns |             |      |

### Médailles d'argent
| Sport        | Discipline                      | Athlète         | Performance | Date |
| ------------ | ------------------------------- | --------------- | ----------- | ---- |
| . Athlétisme | 60m course en fauteuil C hommes | Walter Dann     | 14.2        |      |
| . Athlétisme | Lancer de massue D hommes       | Neault          | 39.99       |      |
| . Athlétisme | Lancer de javelot B hommes      | Eugene Reimer   |             |      |
| . Athlétisme | Slalom B femmes                 | Hilda Mae Binns | 1:17.60     |      |
| Natation     | 50m dos classe 3 incomplète     | Karen McPherson |             |      |
| Natation     | 50m dos classe 4 complète       | Miller          |             |      |